# Escuela de Música Eastman
La Escuela de Música Eastman (Inglés: Eastman School of Music, también simplemente Eastman) es la escuela de música de la Universidad de Rochester, en los Estados Unidos. 
Eastman es una de las instituciones más prestigiosas de la música del mundo. Se localiza en el centro de Rochester, Nueva York. Ha alcanzado prominencia internacional por sus mayores niveles. La escuela fue establecida en 1921 por George Eastman, fundador del Eastman Kodak Company. Hay más de 900 estudiantes en la escuela (en incluir 400 estudiantes graduados.) Aproximadamente 25% de los estudiantes son de países extranjeros.